# 江河匯駅
江河匯駅（こうかかいえき）は、中華人民共和国浙江省杭州市上城区銭江路と三新路の交差点に位置する杭州地下鉄9号線の駅である。将来的には15号線との乗換駅になる予定となっている。

## 歴史
建設時の仮駅名は「漁人碼頭駅」であった。
- 2018年9月12日：着工[3]。
- 2019年12月：付近で杭州海塘（中国語版）の考古学的調査が実施された事から駅の建設工事が一時中断され、掘削済みとなっていた基礎坑が埋め戻された[4]。
- 2020年2月1日：調査の結果から駅の設計変更を行い、元の位置から20m南側に移され、駅本体の長さが元の283.2mから295.1mへと延長された。
- 2022年4月1日：開業[5]。

## 駅構造
島式ホーム1面2線を有する地下駅。駅の銭江路方には上下線をつなぐ片渡り線が設置されている。

### のりば

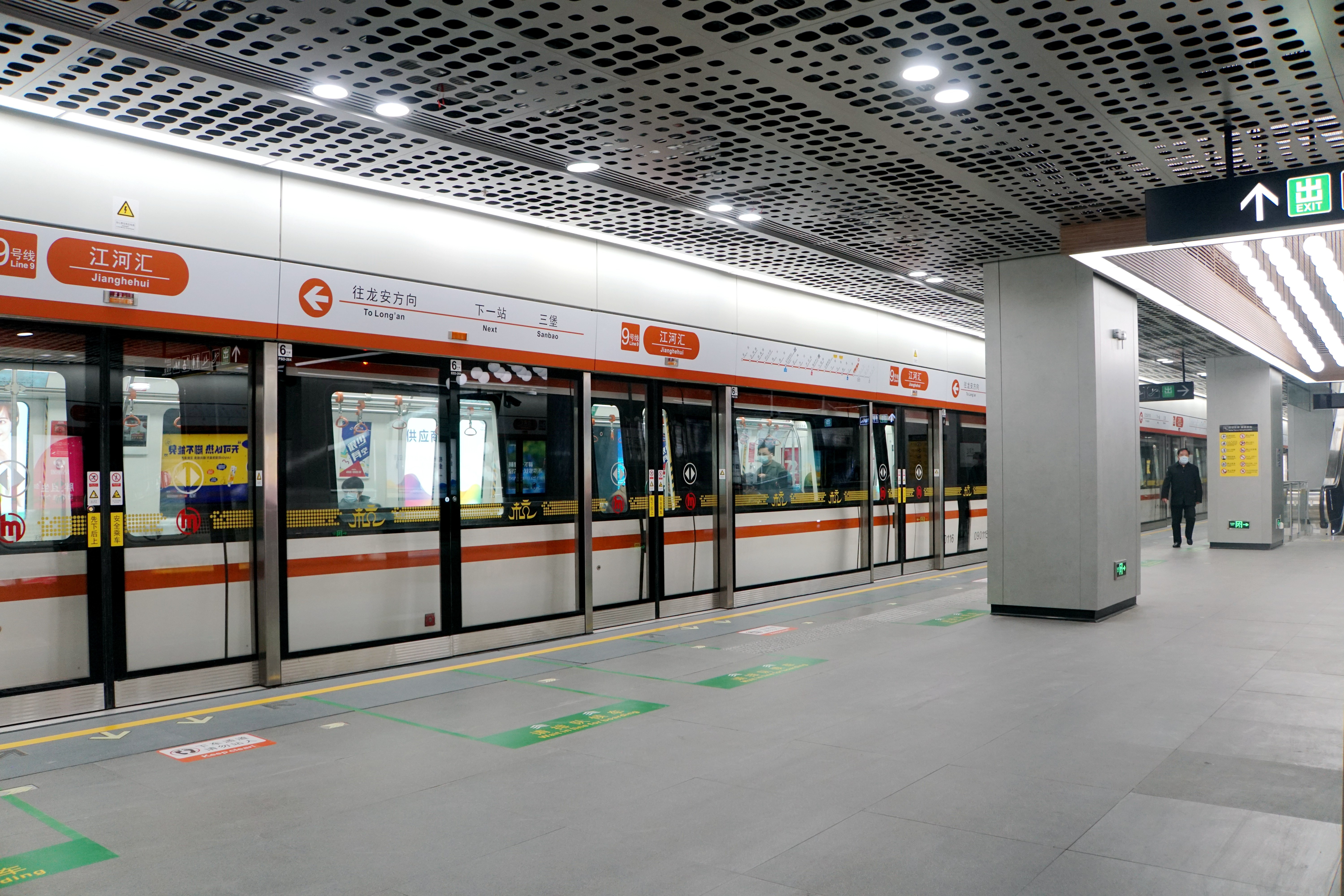
ホーム
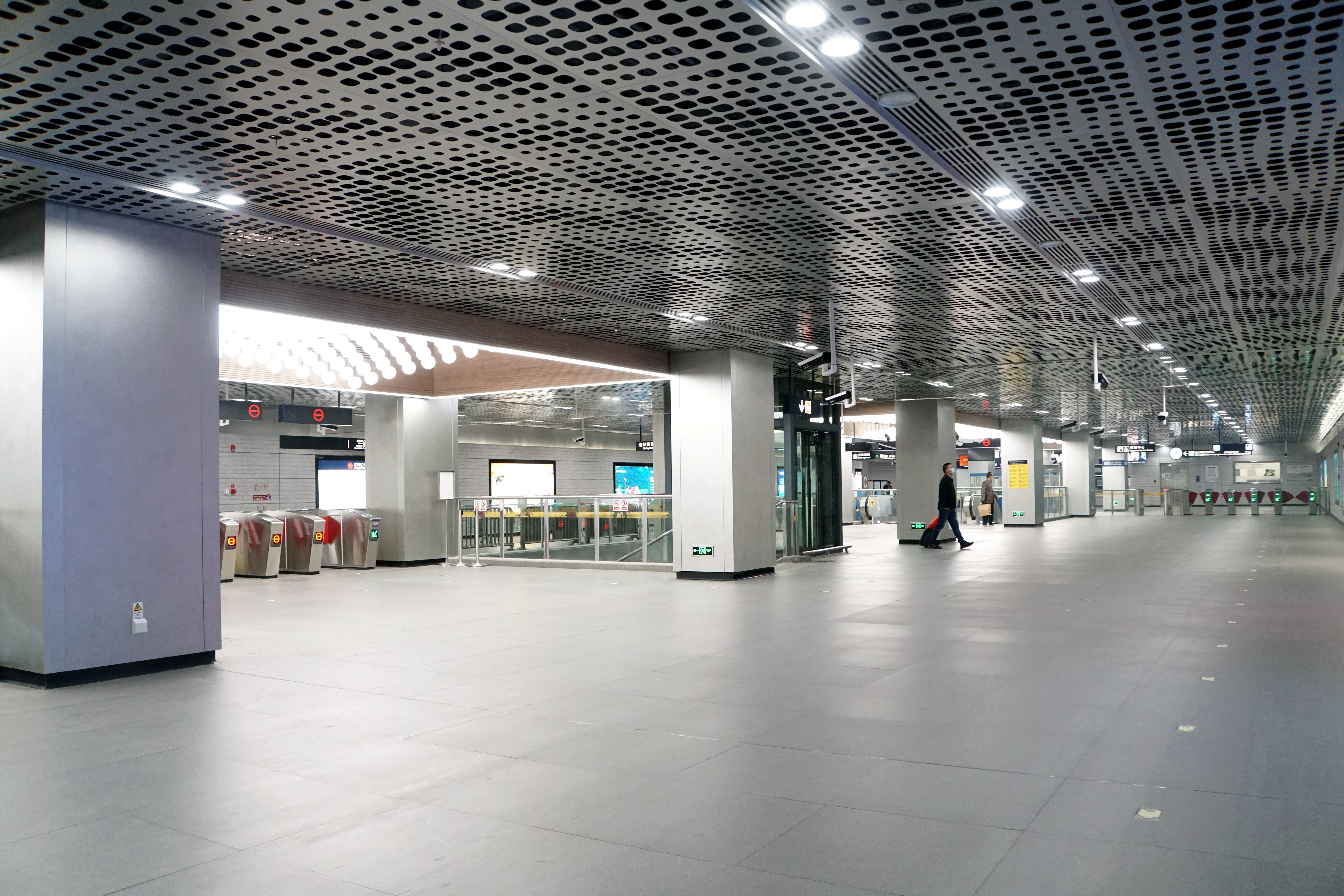
コンコース

案内上ののりば番号は設定されていない。
| 路線    | 方向 | 行先                             |
| ------- | ---- | -------------------------------- |
| ■ 9号線 | 下り | 観音塘方面                       |
| ■ 9号線 | 上り | 客運中心・臨平南高鉄站・竜安方面 |

（出典：杭州地下鉄:站内空间示意图）
- ホーム
- コンコース

## 駅周辺
- 江河時代
- 三堡家園南区
- 盛世銭塘
- 金基暁廬
- 上城区体育中心

## 隣の駅
杭州地下鉄
■ 9号線
銭江路駅 - 江河匯駅 - 三堡駅
■ 15号線（事業中）
豊北駅 - 江河匯駅 - 景芳駅